# Rezerwat specjalny Manongarivo
Manongarivo – rezerwat specjalny położony w północnej części Madagaskaru, w regionie Diana. Zajmuje powierzchnię 32 735 ha.

## Położenie
W pobliżu rezerwatu przebiega droga Route nationale 6. Na północny wschód od niego przepływa rzeka Sambirano, natomiast rzeka Ano Malaza ma w rezerwacie swoje źródła. Położony jest 35 km od miasta Ambanja.

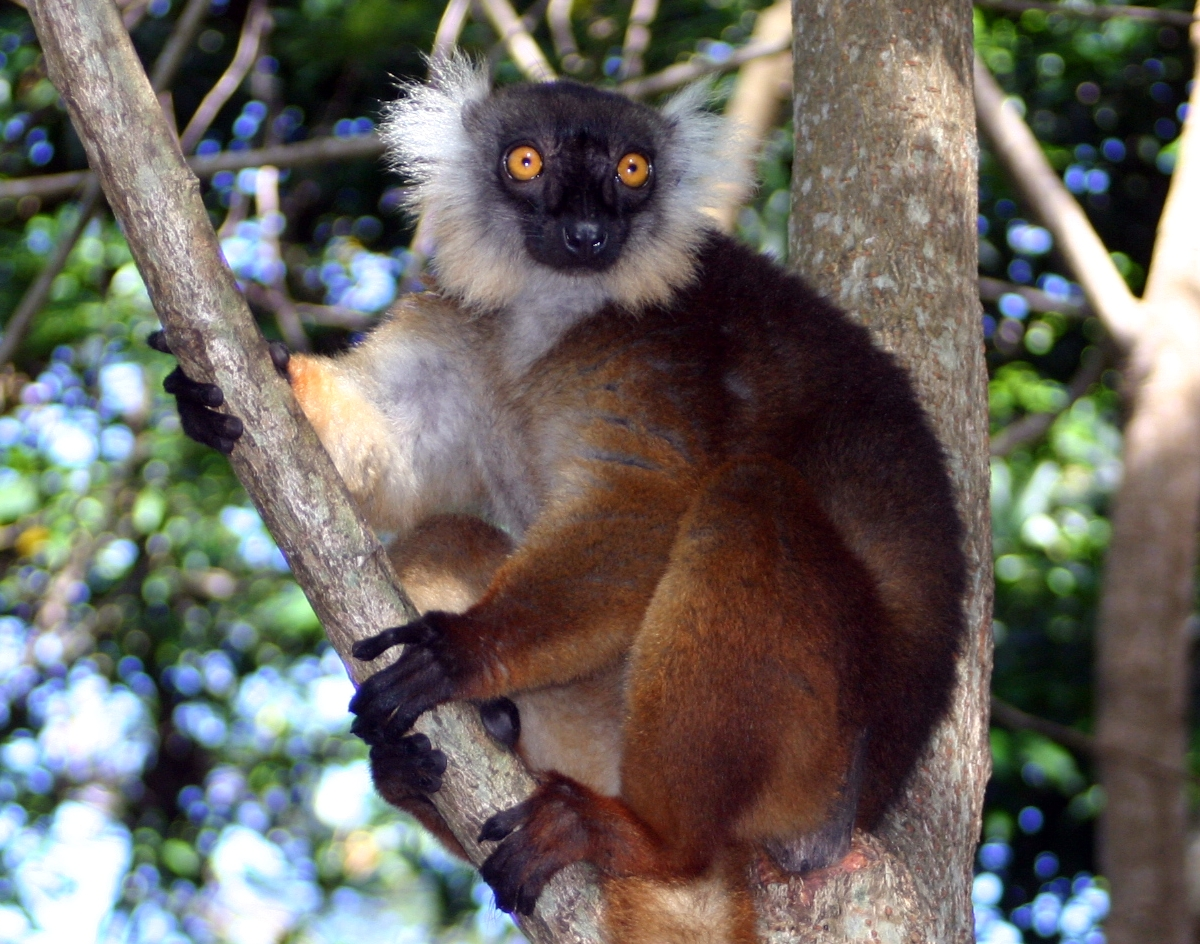
Lemur mokok – osobnik żeński

## Flora
W parku zinwentaryzowano 11 gatunków endemicznych. Są to: Bazzania descrescens var. ambahatrae, Diplasiolejeunea cobrensis var. Antsirananae, Drepanolejeunea geisslerae, Microlejeunae fissistipula, Lopholejeunea leioptera, Plagiochila fracta, Scistochila piligera, Leucobryum parvulum, Leucobryum sactae-mariae, Ochrobryum sakalavu oraz Syrrhopodon cuneifolius. 67,9% gatunków zarejestrowanych w rezerwacie jest endemicznych dla  Madagaskaru.

## Fauna
W rezerwacie można spotkać 103 gatunki ptaków, 31 gatunków płazów oraz 39 gatunków gadów. Wśród ssaków można wyróżnić takie gatunki jak Microcebus sambiranensis, czy lemur mokok.